# قارورة بارود
قارورة البارود هي وعاء صغير للبارود، كانت جزءً أساسياً من معدات الرماية ببنادق الإلقام الفوهي، قبل أن تصبح الخراطيش الورقية [الإنجليزية] المعدة مسبقاً قياسية في القرن التاسع عشر.